# Sándor Weöres
Pour les articles homonymes, voir Weöres.
Dans le nom hongrois Weöres Sándor, le nom de famille précède le prénom, mais cet article utilise l’ordre habituel en français Sándor Weöres, où le prénom précède le nom.
Sándor Weöres ([ˈʃaːndoɾ], [ˈvøɾøʃ]), né le 22 juin 1913 à Szombathely et décédé le 22 janvier 1989 à Budapest, est un poète et traducteur littéraire hongrois.

## Biographie
Le monde poétique particulier de Sándor Weöres a fasciné nombre de lecteurs hongrois dès qu’il commença à publier ses poèmes en 1928, à l’âge de 15 ans. Diplômé de l'université de Pécs (doctorat en 1938), sa thèse, La naissance du poème, sera publiée en 1939. Puis, il a travaillé comme bibliothécaire, ainsi qu’en tant qu’auteur indépendant. À 19 ans, la revue Nyugat (Occident) publie ses poèmes, grâce à l’appui de l'écrivain éditorialiste Mihály Babits. Il reçoit aussi les encouragements de Dezső Kosztolányi.
À partir de 1937, il voyage à l’étranger et visite le Vietnam et l’Inde. En 1948, Il part en Italie où il reste pendant un an. En 1951, il s’installe à Budapest où il résidera jusqu’à la fin de sa vie. Le stalinisme ne permettra que peu de publications jusqu’en 1964. Pendant ces années-là, il vit de traductions littéraires.
Il est aujourd’hui considéré comme l’un des plus grands poètes hongrois et l’un des poètes majeurs du siècle.
Sa poésie particulière tient au lyrisme imaginatif des vers combiné à un large éventail de techniques et formes métriques donnant lieu à une rythmique particulièrement musicale. Son travail englobe l’ensemble de la poésie, dans toutes ses formes, de la satire au lyrisme, en passant par le sonnet ou la prose, utilisant l’épigramme aux longs poèmes qu’il appelait « symphonies ».
Il résulte de son œuvre le filigrane d’un poète remarquable pour la richesse des modèles et des formes qu'il utilise, pour la fertilité de son imagination et la générosité de ses sympathies.

## Prix et récompenses
- Prix Kossuth (1970)
- Prix de l'État autrichien pour la littérature européenne (1974)

## Héritage
Beaucoup de poèmes de S. Weöres ont été mis en musique. Le compositeur hongrois György Ligeti, un ami du poète, a utilisé plusieurs poèmes tirés de Rongyszőnyeg : Három Weöres-dal (Trois mélodies d'après Weöres) 1946-7 ; une de ses toutes dernières œuvres utilise également la poésie de Weöres : le cycle de mélodies Síppal, dobbal, nádihegedűvel, 2000.
Le compositeur Péter Eötvös a créé deux pièces, Atlantis et Ima, avec des textes tirés du poème de S. Weöres Néma zene (Musique silencieuse).
Gábor Bódy réalise en 1980 le film Narcisse et Psyché, tiré du roman Psyché de Sándor Weöres.

## Œuvre poétique
En traduction française
- Dix-neuf poèmes, traduits par Loránd Gáspár, Bernard Noël, I. Virag, éd. L'Alphée, 1984, éd. Ibolya Virag, 2001.
- Poèmes univers, traduction Maurice Regnaut, impression sérigraphique de Jacques Clerc, éditions de la Sétérée, 1984.
- Trois poètes hongrois, Kalnoky, Pilinszky, Weöres, traduction Maurice Regnaut, collection « Selon », Action poétique, 1985.

En langue hongroise
- Hideg van, 1934.
- A kő és az ember, 1935.
- A teremtés dicsérete, 1938.
- Medúza, 1944.
- A szerelem ábécéje, 1946.
- Elysium, 1946.
- Gyümölcskosár, 1946.
- A fogak tornáca, 1947.
- Bóbita, 1955.
- A hallgatás tornya, 1956.
- Tarka forgó, 1958.
- Tűzkút, 1964.
- Gyermekjátékok, 1965.
- Merülő Saturnus, 1968.
- Zimzizim, 1969.
- Psyché, 1972.
- Télország, 1972.
- Priapos, écrit en 1950, publié après la mort de l'auteur en 2001.